# Campionati europei di ciclismo su strada 2017 - Gara in linea maschile Junior
La gara in linea maschile Junior dei Campionati europei di ciclismo su strada 2017, tredicesima edizione della prova, si disputò il 4 agosto 2017 con arrivo a Herning, in Danimarca. La vittoria fu appannaggio dell'italiano Michele Gazzoli, che terminò la gara in 2h41'22", precedendo il norvegese Søren Wærenskjold e il tedesco Niklas Märkl.
Sul traguardo di Herning 117 ciclisti su 152 partenti, portarono a termine la competizione.

## Squadre partecipanti
| N.    | Cod. | Squadra     |
| ----- | ---- | ----------- |
| 1-6   | NOR  | Norvegia    |
| 7-12  | FRA  | Francia     |
| 13-18 | ITA  | Italia      |
| 19-24 | BEL  | Belgio      |
| 25-30 | DEU  | Germania    |
| 31-36 | DNK  | Danimarca   |
| 37-42 | NLD  | Paesi Bassi |
| 43-46 | CZE  | Rep. Ceca   |
| 47-50 | AUT  | Austria     |
| 51-56 | SWI  | Svizzera    |
| 57-62 | POL  | Polonia     |
| 63-68 | SVN  | Slovenia    |
| 69-74 | SVK  | Slovacchia  |
| 75-80 | RUS  | Russia      |
| 81-86 | LUX  | Lussemburgo |
| 87-91 | IRL  | Irlanda     |
| 92-93 | SWE  | Svezia      |
| 94-95 | SRB  | Serbia      |
| 96-97 | HUN  | Ungheria    |

| N.      | Cod. | Squadra     |
| ------- | ---- | ----------- |
| 98-101  | PRT  | Portogallo  |
| 102-103 | FIN  | Finlandia   |
| 104     | ARM  | Armenia     |
| 105-110 | BLR  | Bielorussia |
| 111     | BGR  | Bulgaria    |
| 112-113 | CRO  | Croazia     |
| 114-116 | EST  | Estonia     |
| 117     | GRE  | Grecia      |
| 118-119 | ISL  | Islanda     |
| 120-122 | LAT  | Lettonia    |
| 123-128 | LTU  | Lituania    |
| 129     | MDA  | Moldavia    |
| 130     | ROM  | Romania     |
| 131-132 | SMR  | San Marino  |
| 133-138 | ESP  | Spagna      |
| 139-144 | TUR  | Turchia     |
| 145-146 | UKR  | Ucraina     |
| 147-148 | AZE  | Azerbaigian |
| 149-152 | KOS  | Kosovo      |

## Ordine d'arrivo (Top 10)
| Pos. | Corridore          | Squadra   | Tempo    |
| ---- | ------------------ | --------- | -------- |
| 1    | Michele Gazzoli    | Italia    | 2h41'22" |
| 2    | Søren Wærenskjold  | Norvegia  | s.t.     |
| 3    | Niklas Märkl       | Germania  | s.t.     |
| 4    | Oliver Frederiksen | Danimarca | s.t.     |
| 5    | Olav Hjemsæter     | Norvegia  | s.t.     |
| 6    | Florian Gamper     | Austria   | s.t.     |
| 7    | Tobias Bayer       | Austria   | s.t.     |
| 8    | Linus Kvist        | Svezia    | s.t.     |
| 9    | Dawid Burczak      | Polonia   | s.t.     |
| 10   | Alex Vogel         | Svizzera  | s.t.     |